# Europees kampioenschap voetbal onder 16 - 1987 (kwalificatie)
Het kwalificatietoernooi voor het Europees kampioenschap voetbal onder 16 voor mannen was een toernooi dat duurde van 28 september 1986 tot en met 15 april 1987. Dit toernooi zou bepalen welke 15 landen zich kwalificeerden voor het Europees kampioenschap voetbal mannen onder 16 van 1987. 
Frankrijks hoefde niet aan dit toernooi mee te doen, omdat dit land als gastland direct gekwalificeerd is voor het hoofdtoernooi.

## Gekwalificeerde landen
| Land                           | Gekwalificeerd als           | Aantal deelnames |
| ------------------------------ | ---------------------------- | ---------------- |
| Frankrijk                      | Gastland                     | 3e               |
| Portugal                       | Winnaar kwalificatiegroep 1  | 3e               |
| West-Duitsland                 | Winnaar kwalificatiegroep 2  | 4e               |
| Israël                         | Winnaar kwalificatiegroep 3  | Debuut           |
| Italië                         | Winnaar kwalificatiegroep 4  | 4e               |
| Griekenland                    | Winnaar kwalificatiegroep 5  | 3e               |
| Duitse Democratische Republiek | Winnaar kwalificatiegroep 6  | 3e               |
| Noord-Ierland                  | Winnaar kwalificatiegroep 7  | Debuut           |
| Noorwegen                      | Winnaar kwalificatiegroep 8  | 3e               |
| Schotland                      | Winnaar kwalificatiegroep 9  | 3e               |
| Tsjecho-Slowakije              | Winnaar kwalificatiegroep 10 | 2e               |
| Turkije                        | Winnaar kwalificatiegroep 11 | Debuut           |
| Oostenrijk                     | Winnaar kwalificatiegroep 12 | 2e               |
| Sovjet-Unie                    | Winnaar kwalificatiegroep 13 | 4e               |
| Joegoslavië                    | Winnaar kwalificatiegroep 14 | 4e               |
| Denemarken                     | Winnaar kwalificatiegroep 14 | 2e               |

## Kwalificatieronde

### Groep 1
De wedstrijden werden gespeeld op 25 maart en 8 april 1987.
| Pos | Team     | Wed | W | G | V | Ptn | DV | DT | +/− | Kwalificatie                      |  | POR | ROU |
| --- | -------- | --- | - | - | - | --- | -- | -- | --- | --------------------------------- |  | --- | --- |
| 1   | Portugal | 2   | 1 | 0 | 1 | 2   | 3  | 1  | +2  | Geplaatst voor het hoofdtoernooi. |  | —   | 3–0 |
| 2   | Roemenië | 2   | 1 | 0 | 1 | 2   | 1  | 3  | −2  |                                   |  | 3–0 | —   |

### Groep 2
De wedstrijden werden gespeeld op 25 maart en 8 april 1987.
| Pos | Team           | Wed | W | G | V | Ptn | DV | DT | +/− | Kwalificatie                      |  | FRG | ESP |
| --- | -------------- | --- | - | - | - | --- | -- | -- | --- | --------------------------------- |  | --- | --- |
| 1   | West-Duitsland | 2   | 1 | 1 | 0 | 3   | 4  | 2  | +2  | Geplaatst voor het hoofdtoernooi. |  | —   | 2–0 |
| 2   | Spanje         | 2   | 0 | 1 | 1 | 1   | 2  | 4  | −2  |                                   |  | 2–2 | —   |

### Groep 3
De wedstrijden werden gespeeld op 4 en 25 maart 1987.
| Pos | Team   | Wed | W | G | V | Ptn | DV | DT | +/− | Kwalificatie                      |  | ISR | BEL |
| --- | ------ | --- | - | - | - | --- | -- | -- | --- | --------------------------------- |  | --- | --- |
| 1   | Israël | 2   | 2 | 0 | 0 | 4   | 3  | 0  | +3  | Geplaatst voor het hoofdtoernooi. |  | —   | 1–0 |
| 2   | België | 2   | 0 | 0 | 2 | 0   | 0  | 3  | −3  |                                   |  | 0–2 | —   |

### Groep 4
De wedstrijden werden gespeeld op 26 november 1986 en 1 april 1987.
| Pos | Team        | Wed | W | G | V | Ptn | DV | DT | +/− | Kwalificatie                      |  | ITA | SUI |
| --- | ----------- | --- | - | - | - | --- | -- | -- | --- | --------------------------------- |  | --- | --- |
| 1   | Italië      | 2   | 2 | 0 | 0 | 4   | 8  | 1  | +7  | Geplaatst voor het hoofdtoernooi. |  | —   | 4–0 |
| 2   | Zwitserland | 2   | 0 | 0 | 2 | 0   | 1  | 8  | −7  |                                   |  | 1–4 | —   |

### Groep 5
De wedstrijden werden gespeeld op 26 november 1986 en 17 maart 1987.
| Pos | Team        | Wed | W | G | V | Ptn | DV | DT | +/− | Kwalificatie                      |  | GRE | NED |
| --- | ----------- | --- | - | - | - | --- | -- | -- | --- | --------------------------------- |  | --- | --- |
| 1   | Griekenland | 2   | 1 | 0 | 1 | 2   | 4  | 3  | +1  | Geplaatst voor het hoofdtoernooi. |  | —   | 4–0 |
| 2   | Nederland   | 2   | 1 | 0 | 1 | 2   | 3  | 4  | −1  |                                   |  | 3–0 | —   |

### Groep 6
De wedstrijden werden gespeeld op 4 en 28 oktober 1986.
| Pos | Team                           | Wed | W | G | V | Ptn | DV | DT | +/− | Kwalificatie                      |  | GDR | ISL |
| --- | ------------------------------ | --- | - | - | - | --- | -- | -- | --- | --------------------------------- |  | --- | --- |
| 1   | Duitse Democratische Republiek | 2   | 1 | 1 | 0 | 3   | 3  | 2  | +1  | Geplaatst voor het hoofdtoernooi. |  | —   | 1–1 |
| 2   | IJsland                        | 2   | 0 | 1 | 1 | 1   | 2  | 3  | −1  |                                   |  | 1–2 | —   |

### Groep 7
De wedstrijden werden gespeeld op 18 november 1986 en 10 maart 1987.
| Pos | Team          | Wed | W | G | V | Ptn | DV | DT | +/− | Kwalificatie                      |  | NIR | IRL |
| --- | ------------- | --- | - | - | - | --- | -- | -- | --- | --------------------------------- |  | --- | --- |
| 1   | Noord-Ierland | 2   | 1 | 0 | 1 | 2   | 1  | 1  | 0   | Geplaatst voor het hoofdtoernooi. |  | —   | 1–0 |
| 2   | Ierland       | 2   | 1 | 0 | 1 | 2   | 1  | 1  | 0   |                                   |  | 1–0 | —   |

### Groep 8
De wedstrijden werden gespeeld op 28 september en 12 oktober 1986.
| Pos | Team      | Wed | W | G | V | Ptn | DV | DT | +/− | Kwalificatie                      |  | NOR | FIN |
| --- | --------- | --- | - | - | - | --- | -- | -- | --- | --------------------------------- |  | --- | --- |
| 1   | Noorwegen | 2   | 1 | 0 | 1 | 2   | 4  | 4  | 0   | Geplaatst voor het hoofdtoernooi. |  | —   | 1–2 |
| 2   | Finland   | 2   | 1 | 0 | 1 | 2   | 4  | 4  | 0   |                                   |  | 2–3 | —   |

### Groep 9
De wedstrijden werden gespeeld op 26 oktober en 18 november 1986.
| Pos | Team      | Wed | W | G | V | Ptn | DV | DT | +/− | Kwalificatie                      |  | SCO | HUN |
| --- | --------- | --- | - | - | - | --- | -- | -- | --- | --------------------------------- |  | --- | --- |
| 1   | Schotland | 2   | 1 | 1 | 0 | 3   | 1  | 0  | +1  | Geplaatst voor het hoofdtoernooi. |  | —   | 0–0 |
| 2   | Hongarije | 2   | 0 | 1 | 1 | 1   | 0  | 1  | −1  |                                   |  | 0–1 | —   |

### Groep 10
De wedstrijden werden gespeeld op 5 november 1986 en 8 april 1987.
| Pos | Team              | Wed | W | G | V | Ptn | DV | DT | +/− | Kwalificatie                      |  | TCH | LUX |
| --- | ----------------- | --- | - | - | - | --- | -- | -- | --- | --------------------------------- |  | --- | --- |
| 1   | Tsjecho-Slowakije | 2   | 2 | 0 | 0 | 4   | 8  | 0  | +8  | Geplaatst voor het hoofdtoernooi. |  | —   | 2–0 |
| 2   | Luxemburg         | 2   | 0 | 0 | 2 | 0   | 0  | 8  | −8  |                                   |  | 0–6 | —   |

### Groep 11
De wedstrijden werden gespeeld op 18 oktober 1986 en 5 april 1987.
| Pos | Team    | Wed | W | G | V | Ptn | DV | DT | +/− | Kwalificatie                      |  | TUR | SWE |
| --- | ------- | --- | - | - | - | --- | -- | -- | --- | --------------------------------- |  | --- | --- |
| 1   | Turkije | 2   | 1 | 1 | 0 | 3   | 4  | 3  | +1  | Geplaatst voor het hoofdtoernooi. |  | —   | 1–1 |
| 2   | Zweden  | 2   | 0 | 1 | 1 | 1   | 3  | 4  | −1  |                                   |  | 2–3 | —   |

### Groep 12
De wedstrijden werden gespeeld op 21 oktober 1986 en 29 maart 1987.
| Pos | Team       | Wed | W | G | V | Ptn | DV | DT | +/− | Kwalificatie                      |  | AUT | BUL |
| --- | ---------- | --- | - | - | - | --- | -- | -- | --- | --------------------------------- |  | --- | --- |
| 1   | Oostenrijk | 2   | 1 | 1 | 0 | 3   | 2  | 1  | +1  | Geplaatst voor het hoofdtoernooi. |  | —   | 0–0 |
| 2   | Bulgarije  | 2   | 0 | 1 | 1 | 1   | 1  | 2  | −1  |                                   |  | 1–2 | —   |

### Groep 13
De wedstrijden werden gespeeld op 14 oktober 1986 en 11 april 1987.
| Pos | Team        | Wed | W | G | V | Ptn | DV | DT | +/− | Kwalificatie                      |  | URS | POL |
| --- | ----------- | --- | - | - | - | --- | -- | -- | --- | --------------------------------- |  | --- | --- |
| 1   | Sovjet-Unie | 2   | 1 | 1 | 0 | 3   | 4  | 1  | +3  | Geplaatst voor het hoofdtoernooi. |  | —   | 3–0 |
| 2   | Polen       | 2   | 0 | 1 | 1 | 1   | 1  | 4  | −3  |                                   |  | 1–1 | —   |

### Groep 14
De wedstrijden werden gespeeld tussen 5 november 1986 en 15 april 1987.
| Pos | Team        | Wed | W | G | V | Ptn | DV | DT | +/− | Kwalificatie                      |     | YUG | DEN | CYP |
| --- | ----------- | --- | - | - | - | --- | -- | -- | --- | --------------------------------- | --- | --- | --- | --- |
| 1   | Joegoslavië | 4   | 3 | 1 | 0 | 7   | 5  | 0  | +5  | Geplaatst voor het hoofdtoernooi. |     | —   | 0–0 | 3–0 |
| 2   | Denemarken  | 4   | 2 | 1 | 1 | 5   | 5  | 4  | +1  |                                   |     | 0–3 | —   | 3–0 |
| 3   | Cyprus      | 4   | 0 | 0 | 4 | 0   | 1  | 7  | −6  |                                   | 0–1 | 1–2 | —   |     |

Jeugd-EK's: onder 21 · onder 19       Jeugd-WK's: onder 20 · onder 17